# Anthrisque commun
Anthriscus caucalis
Espèce
Classification phylogénétique
L'anthrisque commun (Anthriscus caucalis) est une espèce de plantes à fleurs de la famille des Apiaceae. C'est une plante herbacée annuelle trouvée en Eurasie.

## Étymologie et dénominations
Le nom scientifique anthriscum  désignait le cerfeuil sauvage. La plante porte comme noms vernaculaires l'« Anthrisque des dunes », le « Persil sauvage », le « Cerfeuil hérissé » ou « Cerfeuil vulgaire » (espèce distincte du cerfeuil sauvage, cerfeuil commun, Cerfeuil tubéreux, plantes comestibles, et du Cerfeuil des fous, espèce toxique).

## Description

### Appareil végétatif
La plante fait 15 à 80 centimètres de haut. Les racines sont grêles. La tige dressée, striée, creuse, glabre ou à poils épars (ce qui la distingue du Cerfeuil sauvage), est souvent violette à la base. Les feuilles luisantes et comestibles sont, au moins les supérieures, composées pennées, avec des lobes régulièrement disposés, nombreux, courts (3 à 8 mm), mucronés. Froissées, elles dégagent une odeur anisée. La base engainante du long pétiole forme un duvet de poils blancs. 

### Appareil reproducteur
La période de floraison va de juin à juillet. Les ombelles, généralement latérales et opposées aux feuilles, à 2-7 rayons, sans involucre, sont presque collés à la tige. Les ombellules comportent de 3 à 6 fleurs, avec un involucelle à 4 à 5 bractéoles lancéolées. Les fleurs hermaphrodite ont des sépales non développés et des pétales blancs peu inégaux, de moins de 1 mm. La pollinisation est entomogame, autogame. Le fruit est un akène pyriforme, noirâtre à maturité, de 2,5 à 3,5 mm, couvert d'aiguillons crochus et de petites papilles coniques. La dissémination est épizoochore.

## Habitat et répartition
- Habitat type : plante nitrocline poussant sur des sols surtout argileux en conditions mésophiles : ourlets rudéralisés, bords de cultures, friches pionnières, talus[4]
- Aire de répartition : eurasiatique[5]